# Mason Alexander Park

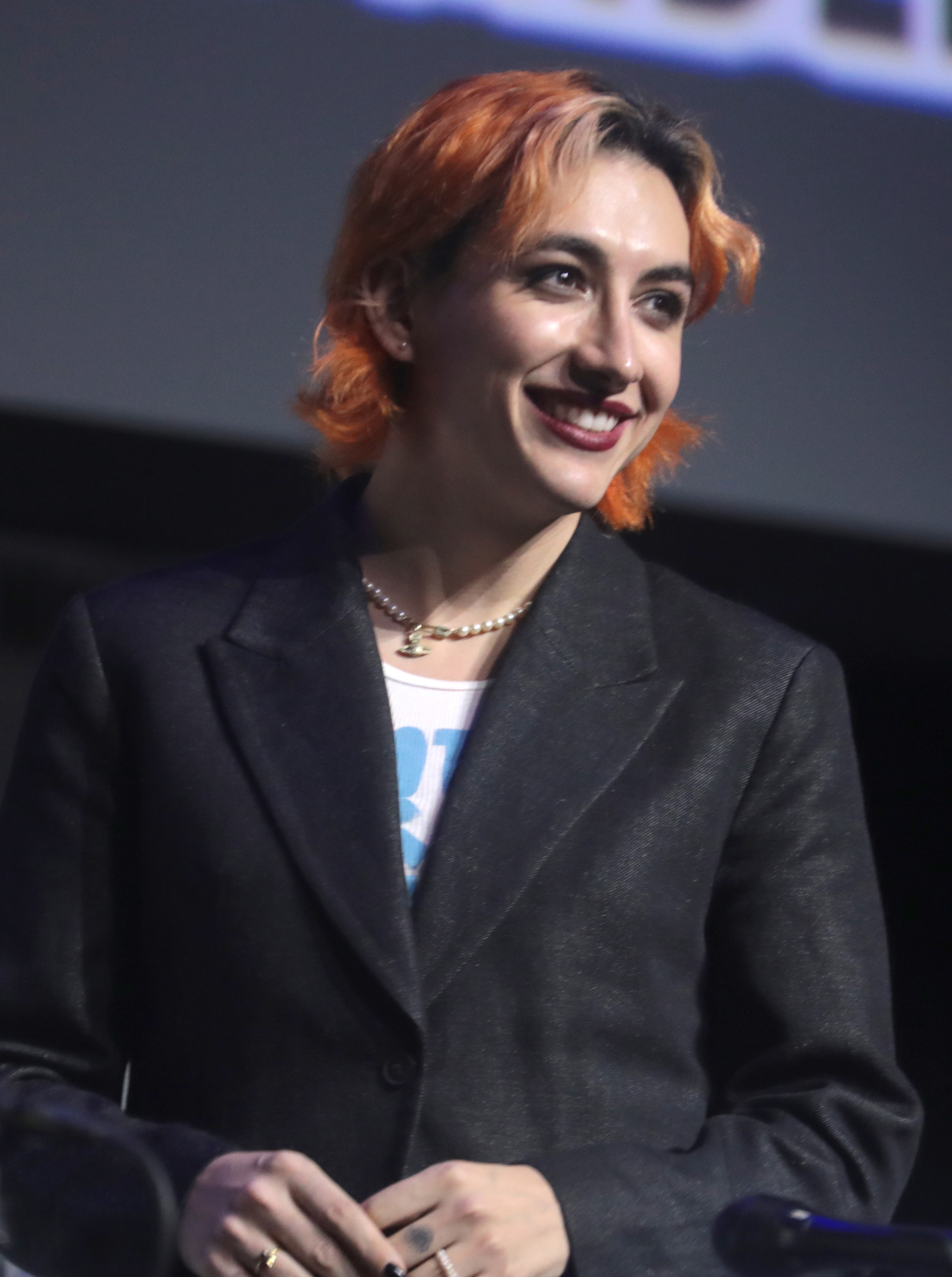
Mason Alexander Park

Mason Alexander Park (New York, 12 luglio 1995) è un'attrice statunitense.Ha iniziato la sua carriera nel teatro regionale, vincendo un Helen Hayes Award. In televisione, è nota per i ruoli negli adattamenti Netflix dell'anime Cowboy Bebop e The Sandman di Neil Gaiman, e per il revival di Quantum Leap sulla NBC.

## Biografia
Park è nata a Fairfax, in Virginia, e si è trasferita da bambina per il lavoro del padre prima di stabilirsi nella Carolina del Nord. È di origine spagnola e messicana. Park ha scoperto la recitazione durante un campo estivo in Texas. Avendo bisogno di un nuovo ambiente, dopo essere stata vittima di bullismo a scuola, andò a Los Angeles con la madre e si iscrisse alla Grand Arts High School.
Nel 2012 è stata uno delle due attrici delle scuole superiori della contea di Los Angeles a vincere il Jerry Herman High School Musical Theatre Awards, per il loro ruolo di Cornelius in Hello, Dolly. Ha partecipato ai Jimmy Awards a New York come finalista.
Si è laureata nel 2016 con un Bachelor of Arts in Musical Theatre presso la Point Park University di Pittsburgh.

### Vita privata
È non binario e usa i pronomi they/she (loro/lei). Attualmente ha una relazione con l'attrice britannica Sally Frith.

## Carriera
Ha iniziato la sua carriera da adolescente, interpretando come guest star Toby Peterson in un episodio della serie Nickelodeon iCarly. Riprenderanno il ruolo nel reboot di iCarly nel 2023.
Nel 2015 e nel 2016 ha lavorato con la Pittsburgh Civic Light Opera (CLO) in produzioni come Mary Poppins e South Pacific al Benedum Center e Altar Boyz al Greer Cabaret Theater. Ha alternato il ruolo principale di Hedwig nel tour statunitense del 2017 di Hedwig and the Angry Inch. In seguito è tornata al ruolo nel 2021 all'Olney Theatre Center. Ha interpretato il Dr. Frank N Furter in The Rocky Horror Show nel 2018 al Bucks County Playhouse; Emcee in Cabaret all'Olney Theatre Center nel 2019 che ha vinto il Park un Helen Hayes Award; e Charlotte in I Am My Own Wife al Long Wharf Theatre nel 2020.
È tornata in televisione quando è stata scelta per il ruolo di Gren nella versione live action di Netflix dell'anime Cowboy Bebop. Nello stesso anno, ha messo su una mostra personale a New York intitolata The Pansy Craze. A partire dal 2022 interpreta l'entità androgina Desiderio in The Sandman, un adattamento dei fumetti di Neil Gaiman, così come Ian Wright nel revival di Quantum Leap su NBC.
Ha fatto il suo debutto nel West End quando ha interpretato ancora una volta Emcee in Cabaret al Playhouse Theatre nel 2023.

## Filmografia

### Cinema
- Not in My Backyard, regia di Iyad Hajjaj (2015)
- Before You Know It, regia di Hannah Pearl Utt (2019)

### Televisione
- Pizza & Karaoke – film TV, (2010)
- iCarly – serie TV, (2011)
- Broadway or Bust – serie TV, (2012)
- Le pazze avventure di Bucket e Skinner – serie TV, (2013)
- Acting for a Cause – serie TV, (2020)
- Cowboy Bebop – serie TV, (2021)
- The Sandman – serie TV, (2022- in corso)
- Quantum Leap – serie TV, (2022- in corso)
- iCarly (2021) – serie TV, (2023)

### Doppiaggio
- La leggenda di Vox Machina - Tavern Keeper (2022)[15]

### Teatro
- Mary Poppins (2015)
- Altar Boyz (2015)
- Spring Awakening (2015)
- South Pacific (2016)
- Hedwig and the Angry Inch (2017-2021)
- The Rocky Horror Show (2018)
- Cabaret (2019)
- I Am My Own Wife (2020)
- The Pansy Craze (2021)
- Cabaret (2023)

## Doppiatori italiani
Nelle versioni in italiano nelle opere in cui ha recitato Mason Alexander Park è stata doppiata da:
- Manuel Meli in Cowboy Bebop, The Sandman
- Davide Capone in Quantum Leap

Come doppiatrice è stata sostituita da:
- Nicole De Leo ne La leggenda di Vox Machina

## Riconoscimenti
- Helen Hayes Awards
  - 2020 - Miglior interprete principale in un musical per Cabaret[16]

- WhatsOnStage Awards
  - 2024 - Candidatura per migliori prestazioni di acquisizione per Cabaret[17]

- Independent Spirit Awards
  - 2025 - Candidatura per migliore prestazione innovativa per National Anthem[18]